# Зеебёк, Вильгельм Карл Эрнст
Вильгельм Карл Эрнст Зеебёк (нем. Wilhelm Carl Ernst Seeboeck; 21 августа 1859, Вена — 1 июня 1907, Чикаго) — американский пианист, органист и композитор австрийского происхождения. Брат скульптора Фердинанда Зеебёка.

## Биография
Сын банковского служащего. Начал учиться музыке у своей матери, дилетантки, получившей неплохое вокальное образование. С десяти лет учился игре на фортепиано у Германа Греденера, затем занимался также у Юлиуса Эпштейна и изучал контрапункт под руководством М. Г. Ноттебома, в 1875 г. брал уроки у Иоганнеса Брамса. 
В 1877—1878 гг. завершил образование в Санкт-Петербурге под руководством Антона Рубинштейна.
С 1880 г. жил и работал в Чикаго. Написал оперу «Недостающее звено» (англ. The Missing Link; 1889), множество песен, выступал как органист и пианист. Исполнение Зеебёком сольной партии в собственном фортепианном концерте (с оркестром под управлением Теодора Томаса) получило высокую оценку У. Мэтьюза, отмечавшего, что автор — «пианист необыкновенного дарования и композитор исключительной красоты и изящества». Среди его учеников Джон Олден Карпентер.
Умер от диабета.